# Neochmia phaeton
El diamante escarlata (Neochmia phaeton) es una especie de ave paseriforme de la familia Estrildidae propia del norte de Australia y Nueva Guinea.

## Taxonomía

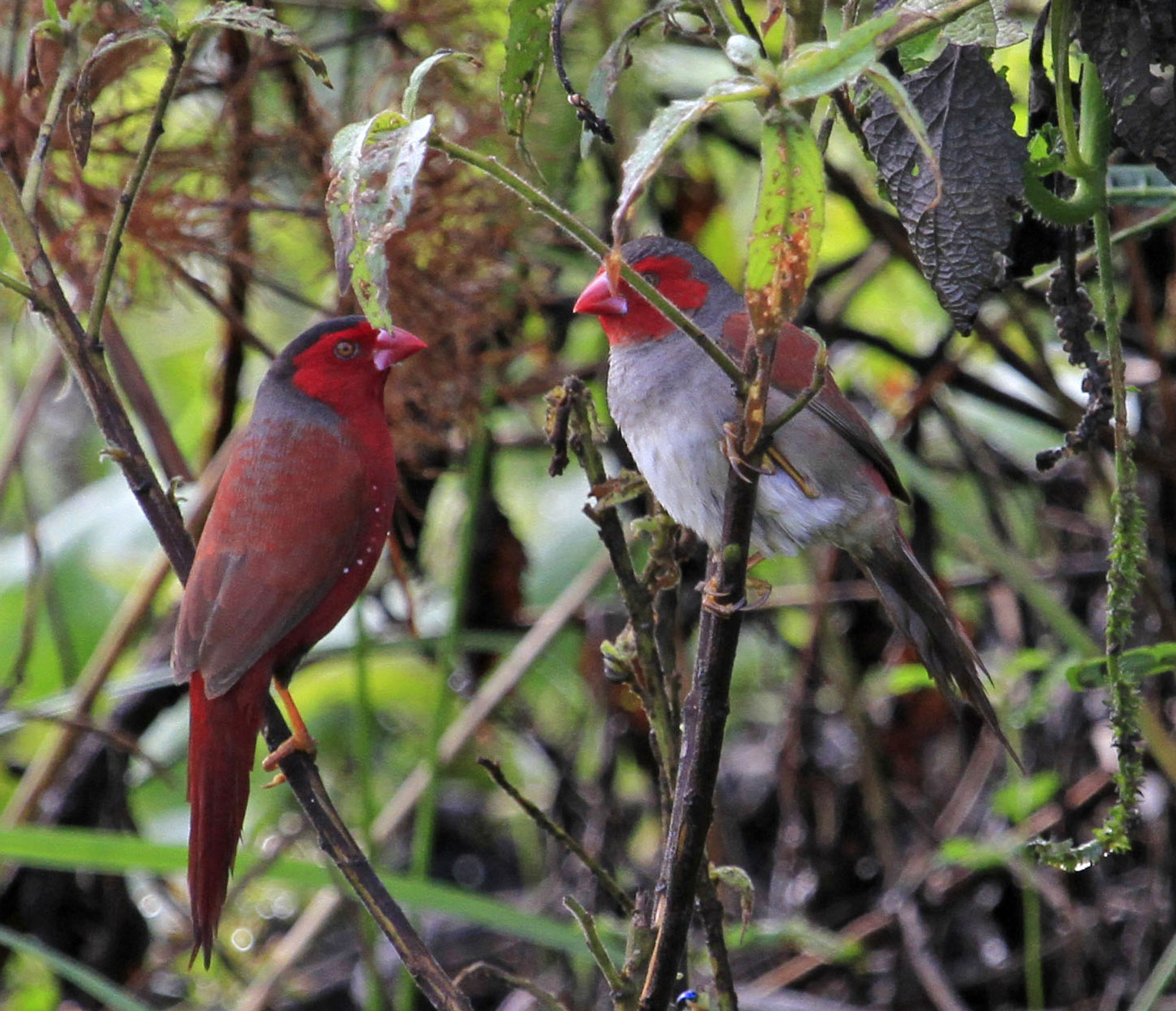
Pareja en plumaje reproductivo en el Territorio del Norte.

El diamante escarlata fue descrito científicamente en 1841 por los naturalista franceses Jacques Bernard Hombron y Honoré Jacquinot.
Se reconocen dos subespecies:
- N. p. evangelinae - presente en el sur de Nueva Guinea y península del Cabo York (en el noreste de Australia);
- N. p. phaeton - se encuentra en el norte de Australia.

## Distribución y hábitat
Se encuentra únicamente en las regiones tropicales húmedas del norte de Australia y el sur de Nueva Guinea. Se encuentra en las sabanas húmedas y las zonas de matorral tropical húmedo, además de los humedales.